# Alexei Iwanowitsch Adschubei
Alexei Iwanowitsch Adschubei (russisch Алексей Иванович Аджубей, wiss. Transliteration Aleksej Ivanovič Adžubej; * 10. Januar 1924 in Samarkand, Usbekische SSR (heute Usbekistan); † 19. März 1993 in Moskau) war ein sowjetischer Journalist, Publizist und Politiker.

## Leben und Wirken
Adschubei wuchs in Moskau auf. Während des Zweiten Weltkriegs war er Soldat. 1945 heiratete er die Schauspielerin Irina Konstantinowna Skobzewa. Die Ehe wurde geschieden. 1949 heiratete er Rada Nikititschna Chruschtschowa, die Tochter Nikita Chruschtschows.
Nach Kriegsende studierte er Zeitungswissenschaften und Dramaturgie. Bereits als Student schrieb er für die Komsomolskaja Prawda, zunächst für das Feuilleton, später unter anderem als Korrespondent. 1953 wurde er festes Mitglied der Redaktion. Von 1957 bis 1959 war er Chefredakteur der Komsomolskaja Prawda und übernahm anschließend bis 1964 den gleichen Posten bei der Iswestija.
Adschubei war zu Chruschtschows Zeiten als dessen Berater besonders während der Kubakrise einer der einflussreichsten Politiker der Sowjetunion. Er begleitete Chruschtschow auf dessen Auslandsreisen. Über die USA-Reise 1959 verfasste er mit Kollegen das Buch Auge in Auge mit Amerika und erhielt dafür 1960 den Leninpreis für Journalistik.
1961 wurde er Mitglied des Zentralkomitees der KPdSU. Am 7. März 1963 war Adschubei zusammen mit seiner Frau Rada bei einer Privataudienz Gast von Papst Johannes XXIII.
Mit seiner Frau und zwei Iswestija-Redakteuren besuchte er im Juli 1964 die Bundesrepublik Deutschland auf Einladung der Ruhr-Nachrichten, der Rheinischen Post und des Münchner Merkur. Adschubei, der zu dieser Zeit als möglicher künftiger Außenminister galt, führte dabei ein Gespräch mit Bundeskanzler Ludwig Erhard, bei dem er für ein deutsch-sowjetisches Gipfeltreffen warb.
Als Chruschtschow im Oktober 1964 gestürzt wurde, verlor auch Adschubei alle seine Ämter einschließlich der Chefredakteursposition bei der Iswestija. Begründet wurde die Ablösung damit, Adschubei habe mit seinen Äußerungen über die Bundesrepublik, die er als das „mächtigste kapitalistische Land in Europa“ gelobt hatte, und mit seiner Privatdiplomatie dem Ansehen der Sowjetunion schwer geschadet und die brüderlichen Beziehungen zur DDR beeinträchtigt.

## Werke
- Wir sahen Westdeutschland. List, München 1964.
- Gestürzte Hoffnung – Meine Erinnerungen an Chruschtschow. Übers. Susanne Rödel. Henschel, Berlin 1990, ISBN 978-3-550-07468-4.